# هانس يورغن بورشيرز
هانس يورغن بورشرز (بالألمانية: Hans-Jürgen Borchers)‏ هو عالم فيزيائي ورياضيات ألماني ولد في 24 يناير 1926 في مدينة هامبورغ وتوفي في 10 سبتمبر 2011 في مدينة غوتينغن عمل في جامعة جورج أوغست وجامعة غوتنغن هو عمل على عمليات الجبر ونظرية الكم. قدم بورشرز الجبر وبورشرز الطبقات في نظرية الكم. حصل على ميدالية ماكس بلانك في عام 1994. من بين طلابه جاكوب ينغفاسون.

## أهم منشوراته
هانس جورغن بورشرز (1996)، مجموعة الترجمة والجسيمات في نظرية الكم وهي محاضرة في الفيزياء بنيويورك تم نشرها بواسطة سبرينجر-فيرلاغ (Springer).